# Pierre Troisgros
Pierre Troisgros (Chalon-sur-Saône, 3 de septiembre de 1928  - Le Coteau, 23 de septiembre de 2020) fue un gastrónomo francés, conocido principalmente por su restaurante Frères Troisgros.

## Biografía
Pierre Troisgros y su hermano Jean Troisgros completaron un aprendizaje con reconocidos chefs de primer nivel en París. Junto con su hermano continuó el restaurante de su padre Hôtel Moderne.
En 1955, el restaurante rural ubicado en Roanne (Loira, Auvernia-Rhône Alpes), ganó su primera estrella Michelin. En 1957, el restaurante pasó a llamarse Les Frères Troisgros. En diez años, se convirtió en el restaurante más popular de la región y pronto se convirtió en uno de los restaurantes más conocidos de Francia. En 1965, el restaurante obtuvo su segunda estrella y, en 1968, la tercera.  En 1972, los hermanos fueron galardonados por los críticos del Gault-Millau con el título de "Mejor Restaurante del Mundo".
El 23 de septiembre de 2020 a los 92 años, Troisgros murió en su casa en Coteau, cerca de Roanne.